# UFC 290
UFC 290: Волкановски vs. Родригес — турнир по смешанным единоборствам, организованный Ultimate Fighting Championship, который состоялся 8 июля 2023 года в спортивном комплексе «T-Mobile Arena» в городе Лас-Вегас, штат Невада, США.
В главном бою вечера Александр Волкановски победил Яира Родригеса техническим нокаутом в 3-м раунде и защитил титул чемпиона UFC в полулёгком весе. В соглавном бою Алешандри Пантожа победил Брэндона Морено раздельным решением судей и завоевал титул чемпиона UFC в наилегчайшем весе.

## Подготовка турнира

### Главные события турнира
В качестве заглавного события запланирован бой за титул чемпиона UFC в полулёгком весе, в котором должны встретиться действующий чемпион австралиец Александр Волкановски и временный чемпион мексиканец Яир Родригес (#1 в рейтинге).
| Заглавное событие - Полулёгкий вес - Бой за титул чемпиона | Заглавное событие - Полулёгкий вес - Бой за титул чемпиона | Заглавное событие - Полулёгкий вес - Бой за титул чемпиона |
| --- | --- | ---------------------------------------------------------- |
| Александр Волкановски | | Яир Родригес                                               |
| ALEXANDER VOLKANOVSKI "The Great" (Великий) 34 года (29.09.1988) Рост 168 см, размах рук 182 см Место рождения: Шеллхарбор, Новый Южный Уэльс, Австралия Представляет: Уинданг, Новый Южный Уэльс, Австралия "Freestyle Fighting Gym" / "City Kickboxin" Дебют в UFC - 26.11.2016 | YAIR RODRIGUEZ PORTILLO "El Pantera" (Пантера) 30 лет (06.10.1992) Рост 180 см, размах рук 180 см Место рождения: Парраль, Чиуауа, Мексика Представляет: Парраль, Чиуауа, Мексика "VFS Academy" Дебют в UFC - 15.11.2014 |                                                            |
| Последние бои: 12.02.2023, Ислам Махачев (ч, лв), UDEC 02.07.2022, Макс Холлоуэй (#1), UDEC 09.04.2022, Чон Чхан Сон (#4), TKO4 29.05.2021, Брайан Ортега (#2), UDEC 11.07.2020, Макс Холлоуэй (#1), SDEC                                                                         | Последние бои: SUB2, Джош Эмметт (#5), 12.02.2023 TKO1, Брайан Ортега (#2), 16.07.2022 UDEC, Макс Холлоуэй (#1), 13.11.2021 UDEC, Джереми Стивенс (#8), 18.10.2019 NC, Джереми Стивенс (#8), 21.09.2019                  |                                                            |

Вторым по значимости событием турнира запланирован бой за титул чемпиона UFC в наилегчайшем весе, в котором должны встретиться действующий чемпион мексиканец Брэндон Морено и претендент бразилец Алешандри Пантожа (#2 в рейтинге). Этот поединок станет первой защитой титула для Морено после того, как он повторно завоевал его в январе 2023 года, победив Дейвисона Фигейреду на турнире UFC 283. В начале своей карьеры в UFC бойцы уже дважды встречались друг с другом. Впервые бойцы встретились друг с другом, когда принимали участие в 24-м сезоне шоу The Ultimate Fighter.  Их первое противостояние завершилось победой Пантожи удушающим приемом во 2-м раунде, но так как бой являлся выставочным, то его результат не входит в официальную статистику бойцов. В их второй встрече, которая состоялась в мае 2018 года на турнире UFC Fight Night: Майа vs. Усман, победу также одержал Пантожа единогласным решением судей.
| Соглавное событие - Наилегчайший вес - Бой за титул чемпиона | Соглавное событие - Наилегчайший вес - Бой за титул чемпиона | Соглавное событие - Наилегчайший вес - Бой за титул чемпиона |
| --- | --- | ------------------------------------------------------------ |
| Брэндон Морено | | (#2) Алешандри Пантожа                                       |
| BRANDON CARRILLO MORENO "The Assassin Baby" (Малыш-убийца) 28 лет (07.12.1993) Рост 170 см, размах рук 178 см Место рождения: Тихуана, Нижняя Калифорния, Мексика Представляет: Тихуана, Нижняя Калифорния, Мексика "Glory MMA & Fitness" Дебют в UFC - 01.10.2016 | ALEXANDRE PANTOJA PASSIDOMO "The Cannibal" (Каннибал) 33 года (16.04.1990) Рост 166 см, размах рук 173 см Место рождения: Рио-де-Жанейро, Бразилия Представляет: Арраял-ду-Кабу, Рио-де-Жанейро, Бразилия "American Top Team" Дебют в UFC - 28.01.2017 |                                                              |
| Последние бои: 21.01.2023, Дейвисон Фигейреду (ч), TKO3 30.07.2022, Кай Кара-Франс (#2), TKO3 22.01.2022, Дейвисон Фигейреду (#1), UDEC 12.06.2021, Дейвисон Фигейреду (ч), SUB3 12.12.2020, Дейвисон Фигейреду (ч), MDEC                                          | Последние бои: SUB1, Алекс Перес (#6), 30.06.2022 SUB2, Брэндан Ройвал (#6), 21.08.2021 UDEC, Манэл Капе (д), 06.02.2021 UDEC, Аскар Аскаров (#7), 18.06.2020 TKO1, Мэтт Шнелл (#9), 21.12.2019                                                        |                                                              |

### Изменения карда
При подготовке турнира были запланированы, но впоследствии отменены следующие поединки:
- Бой в наилегчайшем весе, в котором должны были встретиться бывший двукратный чемпион UFC в этой весовой категории Дейвисон Фигейреду (#1 в рейтинге) и бывший чемпион Rizin в легчайшем весе Манэл Капе (#9 в рейтинге).[6] Фигейреду был снят с турнира в конце апреля, так как не получил медицинского подтверждения на бой из-за незалеченной травмы глаза, полученной в предыдущем бою.[7] UFC официально отменила поединок 13 мая после того, как было объявлено, что Фигейредо планирует сменить весовую категорию и перейти в легчайший дивизион.[8] Ожидается, что Капе встретится с бывшим претендентом на временный титул чемпиона в наилегчайшем весе Каем Кара-Франсом на UFC 293.[9]
- Бой в легчайшем весе между Кристианом Родригесом и Кэмероном Саайманом.[10] Родригес был снят с турнира по нераскрытым причинам и заменён на дебютанта Терренса Митчелла, который в 2016 году принимал участие в 24-м сезоне шоу The Ultimate Fighter.[11]
- Бой в полусреднем весе между Шоном Брэди (#9 в рейтинге) и Джеком Делла Маддалена (#14 в рейтинге).[12] Брэди снялся с боя за неделю до турнира из-за приступа стафилокковой инфекции в локте.[11] На коротком уведомлении на замену был подписан новичок Джосайя Харрелл.[13]
- Бой в среднем весе между Бо Никалом и финалистом 30 сезона шоу The Ultimate Fighter Трешоном Гором.[14] 4 июля Гор был вынужден снялся с турнира из-за разрыва связок запястья.[15] На коротком уведомлении на замену был подписан новичок Валентин "Вэл" Вудбёрн, который двумя месяцами позже должен был участвовать в ближайшем сезоне Претендентской серии Дэйны Уайта.[16]

За день до турнира вновь организованный бой между Джеком Делла Маддалена и Джосайя Харреллом был отменён. Харрелл был снят с поединка и впоследствии уволен из UFC из-за того, что во время предбоевого медицинского обследования у него была диагностирована болезнь Моямоя.

### Анонсированные бои
| Бой | Весовая категория       | Участники боёв и их статистика перед боем (рекорд ММА / рекорд UFC / серия) | Участники боёв и их статистика перед боем (рекорд ММА / рекорд UFC / серия) | Участники боёв и их статистика перед боем (рекорд ММА / рекорд UFC / серия) | Участники боёв и их статистика перед боем (рекорд ММА / рекорд UFC / серия) | Участники боёв и их статистика перед боем (рекорд ММА / рекорд UFC / серия) | Участники боёв и их статистика перед боем (рекорд ММА / рекорд UFC / серия) | Участники боёв и их статистика перед боем (рекорд ММА / рекорд UFC / серия) | Участники боёв и их статистика перед боем (рекорд ММА / рекорд UFC / серия) | Участники боёв и их статистика перед боем (рекорд ММА / рекорд UFC / серия) | Участники боёв и их статистика перед боем (рекорд ММА / рекорд UFC / серия) |
|     |                         | Главный кард (Main Card, PPV)                                               |                                                                             |                                                                             |                                                                             |                                                                             |                                                                             |                                                                             |                                                                             |                                                                             |                                                                             |
| 1   | Полулёгкий вес          | Александр Волкановски Alexander "The Great" Volkanovski                     | Ч .                                                                         | 25-2 12-1                                                                   | -1                                                                          | vs.                                                                         | Яир Родригес Yair "El Pantera" Rodriguez                                    | ВЧ, #1 TUFW                                                                 | 15-3 (1) 10-2 (1)                                                           | +2                                                                          | [ 18 ]                                                                      |
| 2   | Наилегчайший вес        | Брэндон Морено Brandon "The Assassin Baby" Moreno                           | Ч TUF                                                                       | 21-6-2 9-3-2                                                                | +2                                                                          | vs.                                                                         | Алешандри Пантожа Alexandre "The Cannibal" Pantoja                          | #2 TUF                                                                      | 25-5 9-3                                                                    | +3                                                                          | [ 19 ]                                                                      |
| 3   | Средний вес             | Роберт Уиттакер Robert "The Reaper" Whittaker                               | #2 exЧ, TUFW                                                                | 24-6 15-4                                                                   | +1                                                                          | vs.                                                                         | Дрикус дю Плесси Dricus "Stillknocks" Du Plessis                            | #5 .                                                                        | 19-2 5-0                                                                    | +7                                                                          | [ 20 ]                                                                      |
| 4   | Лёгкий вес              | Джалин Тёрнер Jalin "The Tarantula" Turner                                  | #11 exT(10), CS                                                             | 13-6 6-3                                                                    | -1                                                                          | vs.                                                                         | Дэн Хукер Dan "The Hangman" Hooker                                          | #12 exT(4)                                                                  | 22-12 12-8                                                                  | +1                                                                          | [ 21 ]                                                                      |
| 5   | Средний вес             | Бо Никал Bo Nickal                                                          | CS                                                                          | 4-0 1-0                                                                     | +4                                                                          | vs.                                                                         | Вэл Вудбёрн▲ Val "The Animal" Woodburn                                      | д                                                                           | 7-0 -                                                                       | +7                                                                          | [ 22 ]                                                                      |
|     |                         | Предварительный кард (Prelims, ABC/ESPN/ESPN+)                              |                                                                             |                                                                             |                                                                             |                                                                             |                                                                             |                                                                             |                                                                             |                                                                             |                                                                             |
| 6   | Полусредний вес         | Робби Лоулер "Ruthless" Robbie Lawler                                       | exЧ, SF                                                                     | 29-16 (1) 14-10                                                             | -1                                                                          | vs.                                                                         | Нико Прайс Niko "The Hybrid" Price                                          |                                                                             | 15-6 (2) 7-6 (2)                                                            | -1                                                                          | [ 23 ]                                                                      |
|     | Полусредний вес         | Джек Делла Маддалена Jack Della Maddalena                                   | #14 exT(13), CS                                                             | 14-2 4-0                                                                    | +14                                                                         | vs.                                                                         | Джосайя Харрелл▲▼ Josiah "Muscle Hamster" Harrell                           | д .                                                                         | 7-0 -                                                                       | +7                                                                          | [ 24 ]                                                                      |
| 8   | Жен.минимальный вес     | Язмин Хауреги Yazmin Jauregui                                               |                                                                             | 10-0 2-0                                                                    | +10                                                                         | vs.                                                                         | Денизи Гомис Denise "Dee" Gomes                                             | CS                                                                          | 7-2 1-1                                                                     | +1                                                                          | [ 25 ]                                                                      |
| 9   | Полутяжёлый вес         | Джимми Крут Jimmy Crute                                                     | #14 exT(12), CS                                                             | 12-3-1 4-3-1                                                                | 0                                                                           | vs.                                                                         | Алонсо Менифилд Alonzo "Atomic" Menifield                                   | CS                                                                          | 13-3-1 6-3-1                                                                | 0                                                                           | [ 26 ]                                                                      |
|     |                         | Ранний предварительный кард (Earley Prelims, ESPN2/ESPN+)                   |                                                                             |                                                                             |                                                                             |                                                                             |                                                                             |                                                                             |                                                                             |                                                                             |                                                                             |
| 10  | Промежуточный вес (130) | Тацуро Таира Tatsuro Taira                                                  |                                                                             | 13-0 3-0                                                                    | +13                                                                         | vs.                                                                         | Эдгар Чайрес Edgar "Pitbull" Cháirez                                        | д CS                                                                        | 10-4 -                                                                      | +2                                                                          | [ 27 ]                                                                      |
| 11  | Полутяжёлый вес         | Витор Петрину Vitor "Icao" Petrino                                          | CS                                                                          | 8-0 1-0                                                                     | +8                                                                          | vs.                                                                         | Марчин Прахнё Marcin Prachnio                                               |                                                                             | 16-6 3-4                                                                    | +1                                                                          | [ 28 ]                                                                      |
| 12  | Легчайший вес           | Кэмерон Саайман Cameron "MSP" Saaiman                                       | CS                                                                          | 8-0 2-0                                                                     | +8                                                                          | vs.                                                                         | Терренс Митчелл▲ Terrence Mitchell                                          | д TUF                                                                       | 15-2 -                                                                      | +4                                                                          | [ 29 ]                                                                      |
| 13  | Наилегчайший вес        | Шэннон Росс Shannon "The Turkish Delight" Ross                              | CS                                                                          | 13-7 0-1                                                                    | -2                                                                          | vs.                                                                         | Хесус Агилар Jesus Aguilar                                                  | CS                                                                          | 8-2 0-1                                                                     | -1                                                                          | [ 30 ]                                                                      |
| 14  | Лёгкий вес              | Камуэла Кирк Kamuela "The Jawaiian" Kirk                                    | CS                                                                          | 11-5 1-1                                                                    | -1                                                                          | vs.                                                                         | Эстебан Рибович Esteban "El Gringo" Ribovics                                | CS                                                                          | 11-1 0-1                                                                    | -1                                                                          | [ 31 ]                                                                      |
|     |                         | Отменённые бои                                                              |                                                                             |                                                                             |                                                                             |                                                                             |                                                                             |                                                                             |                                                                             |                                                                             |                                                                             |
|     | Наилегчайший вес        | Дейвисон Фигейреду▼ Deiveson "Deus da Guerra" Figueiredo                    | #1 exЧ                                                                      | 21-3-1 10-3-1                                                               | -1                                                                          | vs.                                                                         | Манэл Капе Manel "Starboy" Kape                                             | #9 .                                                                        | 18-6 3-2                                                                    | +3                                                                          | [ 32 ]                                                                      |
|     | Легчайший вес           | Кристиан Родригес▼ Christian Rodriguez                                      | CS                                                                          | 9-1 2-1                                                                     | +2                                                                          | vs.                                                                         | Кэмерон Саайман Cameron "MSP" Saaiman                                       | CS                                                                          | 8-0 2-0                                                                     | +8                                                                          | [ 33 ]                                                                      |
|     | Полусредний вес         | Шон Брэди▼ Sean Brady                                                       | #9 exT(7)                                                                   | 15-1 5-1                                                                    | -1                                                                          | vs.                                                                         | Джек Делла Маддалена Jack Della Maddalena                                   | #14 exT(13), CS                                                             | 14-2 4-0                                                                    | +14                                                                         | [ 34 ]                                                                      |
|     | Средний вес             | Бо Никал Bo Nickal                                                          | CS                                                                          | 4-0 1-0                                                                     | +4                                                                          | vs.                                                                         | Трешон Гор▼ Tresean "Mr. Vicious" Gore                                      | TUFF                                                                        | 4-2 1-2                                                                     | +1                                                                          | [ 35 ]                                                                      |

## Церемония взвешивания
Результаты официальной церемонии взвешивания бойцов перед турниром.
| Весовая категория и допустимый лимит в фунтах | Весовая категория и допустимый лимит в фунтах | Участники боёв и их вес в фунтах | Участники боёв и их вес в фунтах | Участники боёв и их вес в фунтах | Участники боёв и их вес в фунтах |
| --------------------------------------------- | --------------------------------------------- | -------------------------------- | -------------------------------- | -------------------------------- | -------------------------------- |
| Полулёгкий вес                                | 145                                           | Александр Волкановски            | 144.5                            | Яир Родригес                     | 145                              |
| Наилегчайший вес                              | 125                                           | Брэндон Морено                   | 125                              | Алешандри Пантожа                | 125                              |
| Средний вес                                   | 185 (+1)                                      | Роберт Уиттакер                  | 185.5                            | Дрикус дю Плесси                 | 186                              |
| Лёгкий вес                                    | 155 (+1)                                      | Джалин Тёрнер                    | 158 *                            | Дэн Хукер                        | 155.5                            |
| Средний вес                                   | 185 (+1)                                      | Бо Никал                         | 186                              | Вэл Вудбёрн                      | 185.5                            |
| Полусредний вес                               | 170 (+1)                                      | Робби Лоулер                     | 170.5                            | Нико Прайс                       | 171                              |
| Полусредний вес                               | 170 (+1)                                      | Джек Делла Маддалена             | 171                              | Джосайя Харрелл                  | 170.5                            |
| Минимальный вес (женщины)                     | 115 (+1)                                      | Язмин Хауреги                    | 115.5                            | Денизи Гомис                     | 115.5                            |
| Полутяжёлый вес                               | 205 (+1)                                      | Джимми Крут                      | 205                              | Алонсо Менифилд                  | 205.5                            |
| Промежуточный вес                             | 130 (+1)                                      | Тацуро Таира                     | 130                              | Эдгар Чайрес                     | 129                              |
| Полутяжёлый вес                               | 205 (+1)                                      | Витор Петрину                    | 206                              | Марчин Прахнё                    | 206                              |
| Легчайший вес                                 | 135 (+1)                                      | Кэмерон Саайман                  | 135                              | Терренс Митчелл                  | 135                              |
| Наилегчайший вес                              | 125 (+1)                                      | Шэннон Росс                      | 126                              | Хесус Агилар                     | 126                              |
| Лёгкий вес                                    | 155 (+1)                                      | Камуэла Кирк                     | 155.5                            | Эстебан Рибович                  | 156                              |

[*] Джалин Тëрнер не смог уложиться в лимит лёгкой весовой категории и будет оштрафован на 20% от своего гонорара в пользу соперника. Бой пройдёт в промежуточном весе (158 фунтов).

## Результаты турнира
| Бой    | Весовая категория         | Результат боя               | Результат боя         | Результат боя | Результат боя | Результат боя | Результат боя   | Результат боя | Способ победы                                        | Раунд | Время | Рефери в ринге |
|        |                           | Главный кард                |                       |               |               |               |                 |               |                                                      |       |       |                |
| Бой 13 | Полулёгкий вес            |                             | Александр Волкановски | Ч             | поб.          |               | Яир Родригес    | ВЧ, #1        | Технический нокаут (хук справа и добивание)          | 3     | 4:19  | Херб Дин       |
| Бой 12 | Наилегчайший вес          |                             | Алешандри Пантожа     | #2            | поб.          |               | Брэндон Морено  | Ч             | Раздельное решение (46–49, 48–47, 48–47)             | 5     | 5:00  | Джейсон Херцог |
| Бой 11 | Средний вес               |                             | Дрикус дю Плесси      | #5            | поб.          |               | Роберт Уиттакер | #2            | Технический нокаут (нокдаун после джеба и добивание) | 2     | 2:23  | Марк Годдард   |
| Бой 10 | Промежуточный вес (158) * |                             | Дэн Хукер             | #12           | поб.          |               | Джалин Тёрнер   | #11           | Раздельное решение (28–29, 29–28, 29–28)             | 3     | 5:00  | Марк Смит      |
| Бой 9  | Средний вес               |                             | Бо Никал              |               | поб.          |               | Вэл Вудбёрн     | д             | Технический нокаут (серия ударов в голову)           | 1     | 0:38  | Крис Тоньони   |
|        |                           | Предварительный кард        |                       |               |               |               |                 |               |                                                      |       |       |                |
| Бой 8  | Полусредний вес           |                             | Робби Лоулер          |               | поб.          |               | Нико Прайс      |               | Нокаут (серия ударов из клинча)                      | 1     | 0:38  | Марк Годдард   |
| Бой 7  | Промежуточный вес (130)   |                             | Тацуро Таира          |               | поб.          |               | Эдгар Чайрес    | д             | Единогласное решение (29–27, 29–27, 29–27)           | 3     | 5:00  | Херб Дин       |
| Бой 6  | Жен.минимальный вес       |                             | Денизи Гомис          |               | поб.          |               | Язмин Хауреги   |               | Технический нокаут (серия ударов в голову)           | 1     | 0:20  | Джейсон Херцог |
| Бой 5  | Полутяжёлый вес           |                             | Алонсо Менифилд       |               | поб.          |               | Джимми Крут     | #14           | Сдача, удушающий приём (гильотина)                   | 2     | 1:55  | Марк Смит      |
|        |                           | Ранний предварительный кард |                       |               |               |               |                 |               |                                                      |       |       |                |
| Бой 4  | Полутяжёлый вес           |                             | Витор Петрину         |               | поб.          |               | Марчин Прахнё   |               | Сдача, удушающий приём (ручной треугольник)          | 3     | 3:42  | Марк Годдард   |
| Бой 3  | Легчайший вес             |                             | Кэмерон Саайман       |               | поб.          |               | Терренс Митчелл | д             | Технический нокаут (граунд-энд-паунд)                | 1     | 3:10  | Марк Смит      |
| Бой 2  | Наилегчайший вес          |                             | Хесус Агилар          |               | поб.          |               | Шэннон Росс     |               | Нокаут (правый оверхэнд)                             | 1     | 0:17  | Джейсон Херцог |
| Бой 1  | Лёгкий вес                |                             | Эстебан Рибович       |               | поб.          |               | Камуэла Кирк    |               | Единогласное решение (29–28, 29–28, 29–28)           | 3     | 5:00  | Крис Тоньони   |

Официальные судейские карточки турнира.

## Награды
Следующие бойцы были удостоены денежного бонуса в $50,000:
- Лучший бой вечера: Алешандри Пантожа - Брэндон Морено
- Выступление вечера: Дрикус дю Плесси и Денизи Гомис

## Последствия турнира
Бывший чемпион UFC в полусреднем весе Робби Лоулер объявил о завершении карьеры бойца MMA после победы на турнире.

## словные обозначения
#5 (1) — текущее (лучшее) место бойца в рейтинге, exЧ(В) — бывший чемпион (временный), exП(В) — бывший претендент на титул чемпиона (временного), exТ(3) — боец входил в рейтинг Топ-15 (лучшее место в рейтинге), д — дебютант, CS — боец участвовал в Претендентской серии Дэйны Уайта, TUF — боец участвовал в The Ultimate Fighter, TUF(W/F) — боец являлся победителем/финалистом The Ultimate Fighter, WEC/SF — боец выступал в WEC или Strikeforce до объединения этих организаций с UFC.